# Órbita TV
Orbita Televisión fue una cadena de televisión regional del estado Anzoátegui en Venezuela, y su sede estuvo ubicada en la ciudad de El Tigre, al sur del estado. Su contenido formó parte de los hogares anzoátiguenses durante varios años hasta enero del 2017, cuando cerró sus transmisiones junto a la emisora Orbita 97.3 FM; ambas propiedad del fallecido  Fernando Zaurín.

## Programación
Este canal de televisión contaba con una serie de programas de entretenimiento y de carácter erótico, con un fundamento en la interacción con el público. Entre los más relevantes están:
- Resumen De Prensa: En este espacio realizan la lectura de la prensa diaria y noticias actuales según fuentes de información de internet y también en vivo por parte de los noticieros de la cadena.
- Gente en el aire: En este espacio, los locutores hacen y reciben llamadas en vivo del público para que hagan denuncias de los problemas en su comunidad, den opiniones sobre la situación del país o de otros temas, transmitir mensajes, entre otros. En ocasiones se hacían rifas al público, haciendo una pregunta en el cual el primero que respondiera se le daría un premio.
- Diagnóstico: Programa de opinión en el cual entrevistan a personalidades de la vida pública y de la política anzoatiguense y nacional.

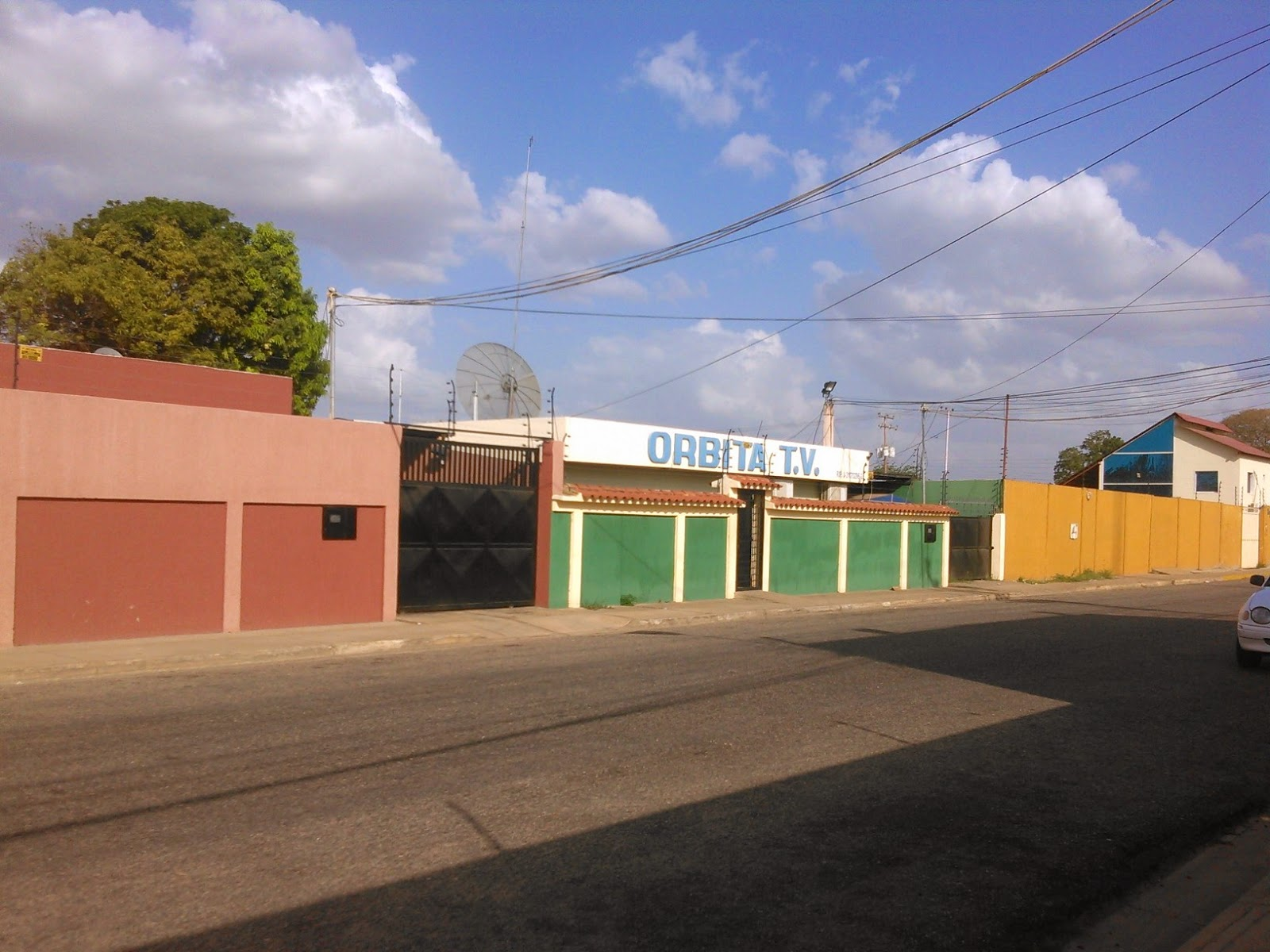

## Cierre de Orbita TV Puerto La Cruz
El canal de televisión por suscripción Orbita TV (canal 8 de Intercable) cerró sus transmisiones después de nueve años ininterrumpidos.
Uno de sus directivos y periodista del canal, Omar González Moreno, dijo que las amenazas consistían en "Sanciones por difundir mensajes en defensa de la propiedad privada y de la libertad de expresión". “Las pautas de los organismos públicos estaban absolutamente vetadas para nuestro canal, pero también vino la presión contra las empresas privadas que querían anunciar en nuestro canal. Las amenazaban con sanciones", reveló.[cita requerida]
Además, dijo que la empresa Intercable cambió la grilla en varias oportunidades, hasta otorgarles una frecuencia con pésima calidad de imagen, razón por la que sus anunciantes le habían reclamado y muchos de ellos manifestaron su decisión de retirar las pautas publicitarias con las que el canal se mantenía económicamente.[cita requerida]
Tras pocos meses de la muerte del dueño del Circuito Orbita, Fernando Zaurín, la emisora Orbita 97.3 FM y Orbita Televisión cesaron sus transmisiones en la ciudad de El Tigre, entregándoselas legalmente al ente regulador de los medios de comunicación en Venezuela, Conatel.[cita requerida]

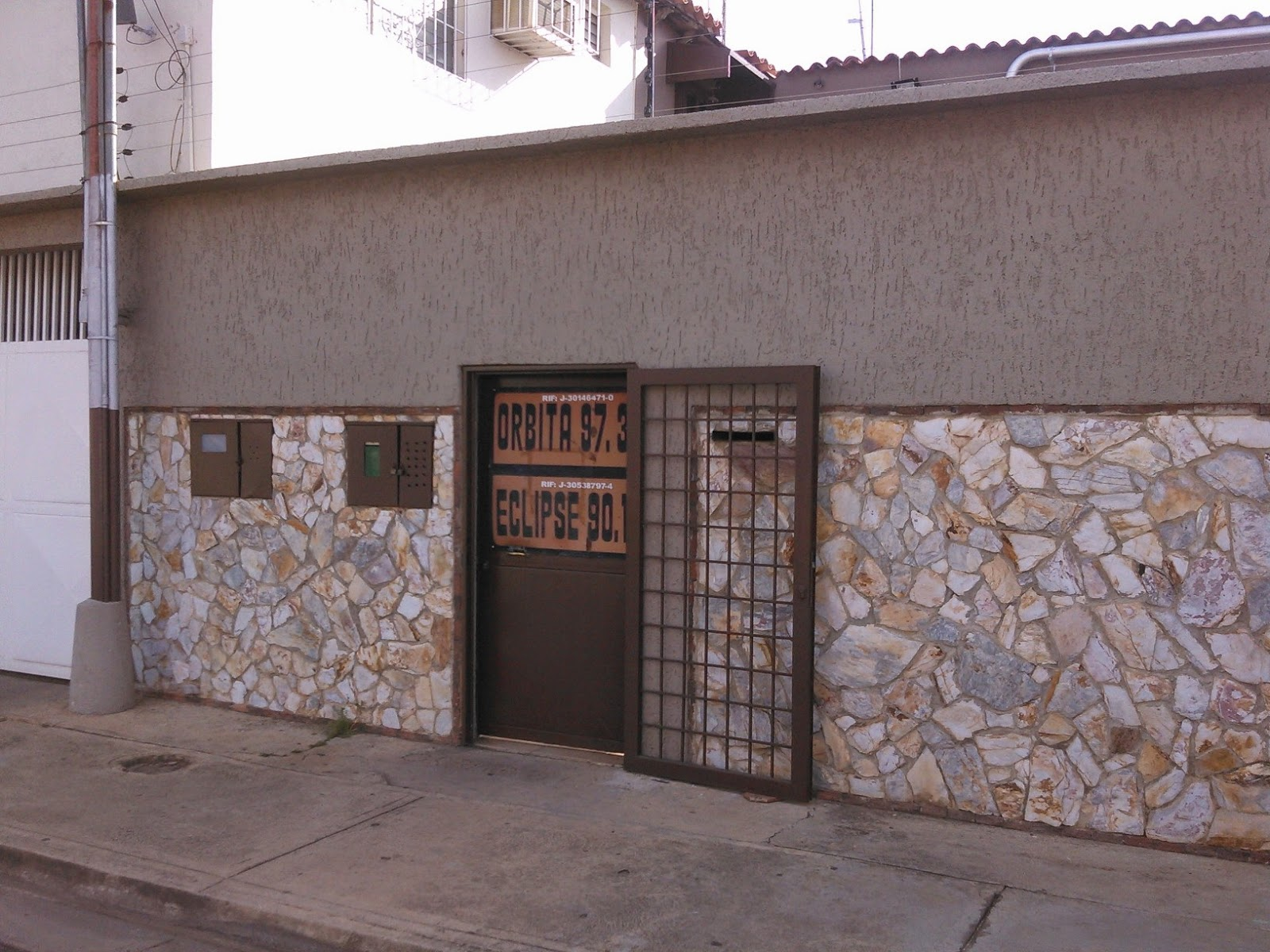
Sede De Orbita Radio Y Radio Eclipse